# Sophia Loren
Sofia Villani Scicolone (Roma, 20 de setembre de 1934) és una actriu italiana, més coneguda amb el nom artístic de Sophia Loren. El 1961 es va convertir en la primera actriu a guanyar un oscar per un paper en parla no anglesa. Va ser per la pel·lícula dramàtica La Camperola, dirigida per Vittoria de Sica. Per aquesta interpretació també va obtenir el Premi a la interpretació femenina (Festival de Canes) i el BAFTA a millor actriu estrangera.

## Biografia

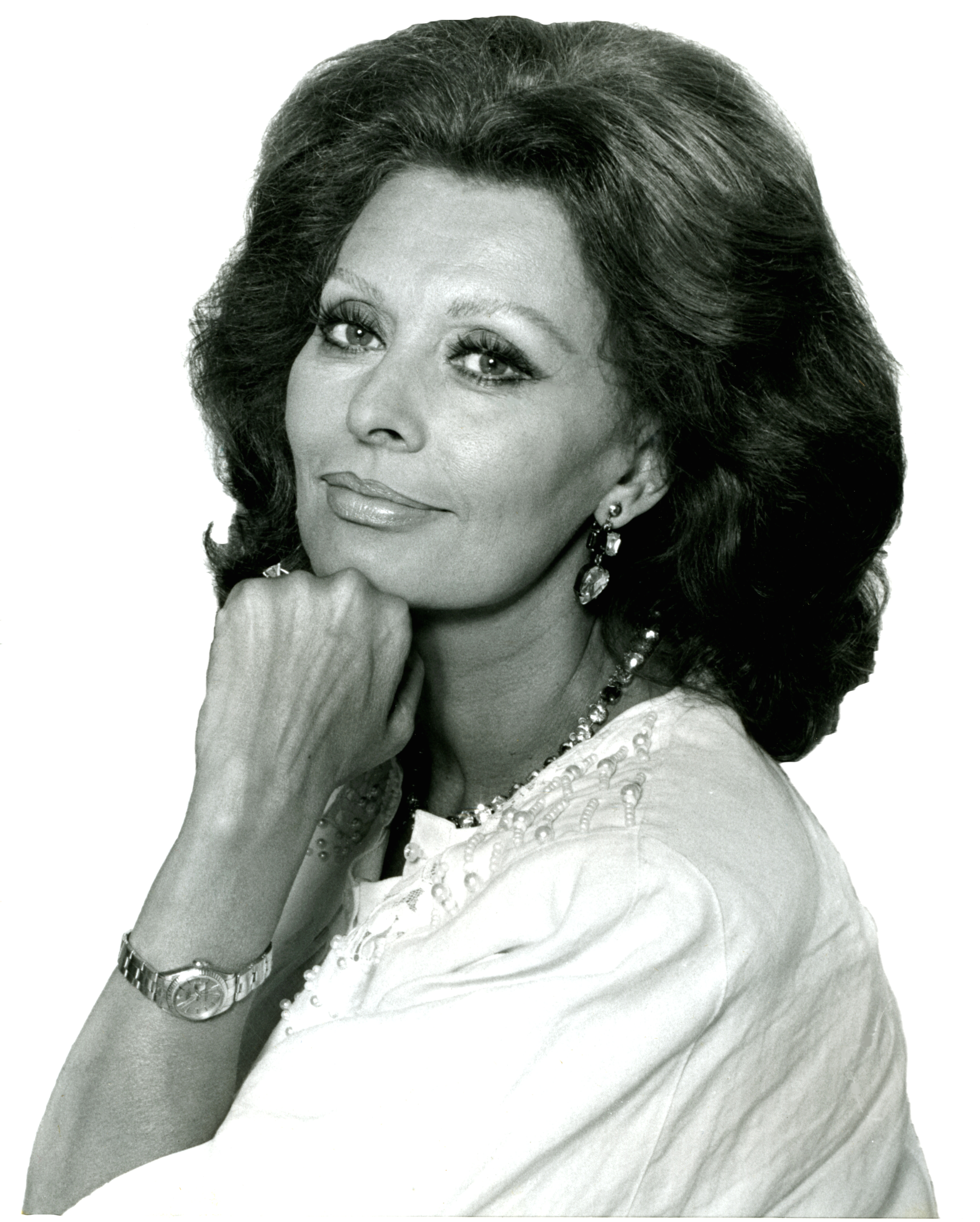
Retrat d'estudi l'any 1986.

Filla il·legítima de l'enginyer Riccardo Scicolone, Sofia és educada per la seva mare Romilda Villani, professora de piano, que es trasllada de Roma a Pozzuoli (a la Campània).
Sofia Scicolone passa una infantesa i una joventut difícils en aquesta ciutat portuària d'aproximadament 80.000 habitants a una quinzena de km de Nàpols. De jove, és atreta pel món de l'espectacle. Fortament animada per la seva mare, «puja» a Roma a l'edat de setze anys (1950). Aconsegueix una certa reputació apareixent a fotonovel·les (gènere popular llavors) sota el pseudònim de Sofia Lazzaro i obté petits papers en pel·lícules, on va aparèixer de vegades amb els pits nus, com Era lui, si si! el 1951 o Dues Nits amb Cleopatra el 1953, quan no tenia més que 16 anys a la primera pel·lícula, i 18 a la segona. Aquestes aparicions no han estat vistes a Itàlia, ja que la censura, sempre vigilant a la península, les havia suprimides. Per contra, la foto de Sophia Loren amb els pits nus ha estat represa alguns anys més tard a Playboy quan l'actriu havia esdevingut una estrella. Mai no s'ha presentat nua després, al·legant que no se sentia còmoda en aquestes condicions i que « Sophia Loren nua, representa molt més que nuesa ».
El 1952, en el rodatge de la pel·lícula Sota els mars d'Àfrica de Giovanni Roccardi que neix Sophia Loren, així «rebatejada» pel productor Goffredo Lombardo i que un altre productor Carlo Ponti, amb qui es casarà més tard, la fa signar un contracte de set anys. Començarà llavors la seva llarga i prestigiosa carrera, amb papers de dones «populars» a Carosello napoletano d'Ettore Giannini el 1953, després L'Oro di Napoli de Vittorio De Sica i Peccato che sia una canaglia d'Alessandro Blasetti el 1954, així com La Bella mugnaia de Mario Camerini el 1955.
Ràpidament, Sophia Loren es guanyarà un renom internacional gràcies a la seva provocant i explosiva bellesa i la indubtable gràcia com a actriu dramàtica durant tota la seva carrera.
El 1955, apareix a la coberta de Life mentre que Carlo Ponti considera per a ella una carrera internacional.
El període de 1957 a 1961 serà el seu període Hollywoodià i actuarà sota la direcció de Jean Negulesco, Stanley Kramer, Henry Hathaway, Delbert Mann, Carol Reed, George Cukor, Melville Shavelson, Sidney Lumet, Michael Curtiz. Però sobretot Martin Ritt és que li donarà la seva primera consagració amb la pel·lícula L'orquídia negra (The Black Orchid) on el seu paper de Rosa Bianco li permetrà obtenir la Copa Volpi a la millor actriu a la Mostra de Venècia el 1958. Tindrà a més, l'ocasió de fer-se amb els «monstres sagrats» del cinema hollywoodià com Cary Grant, Frank Sinatra, John Wayne, Anthony Perkins, William Holden, Trevor Howard, Anthony Quinn, George Sanders, Peter Sellers, Clark Gablet, John Gavin, Charlton Heston i Raf Vallone.
Mentrestant, el 1960, apareix la pel·lícula de Vittorio De Sica, La ciociara on té el paper de Cesira al costat de Jean-Paul Belmondo. Serà una allau de premis per a Sophia Loren: Premi d'interpretació femenina al Festival de Canes, Premi David Di Donatello a la millor actriu, Ruban d'Argent a la millor actriu principal, i Oscar a la millor actriu.
Sens dubte l'èxit de La ciociara la fa tornar davant les càmeres italianes i més exactament de la de Vittorio De Sica. Se la veurà de manera successiva en Boccaccio 70, I Sequestrati di Altona el 1962, Ieri, oggi, domani el 1963 (on farà fantasiejar amb les seves lligues negres) i Matrimoni a la italiana el 1964, on el director Vittorio De Sica reuneix de nou la parella napolitana Loren/Mastroianni..
Una mica més tard, serà I Girasoli el 1970 i Il Viaggio el 1974. En total, seran vuit pel·lícules que realitzarà amb Sophia Loren com a actriu i ell mateix, en la seva qualitat d'actor, es trobarà sis vegades al costat d'ella.
Un altre fidel de Sophia Loren serà Marcello Mastroianni. Els seus «recorreguts» es creuaran no menys de dotze vegades.

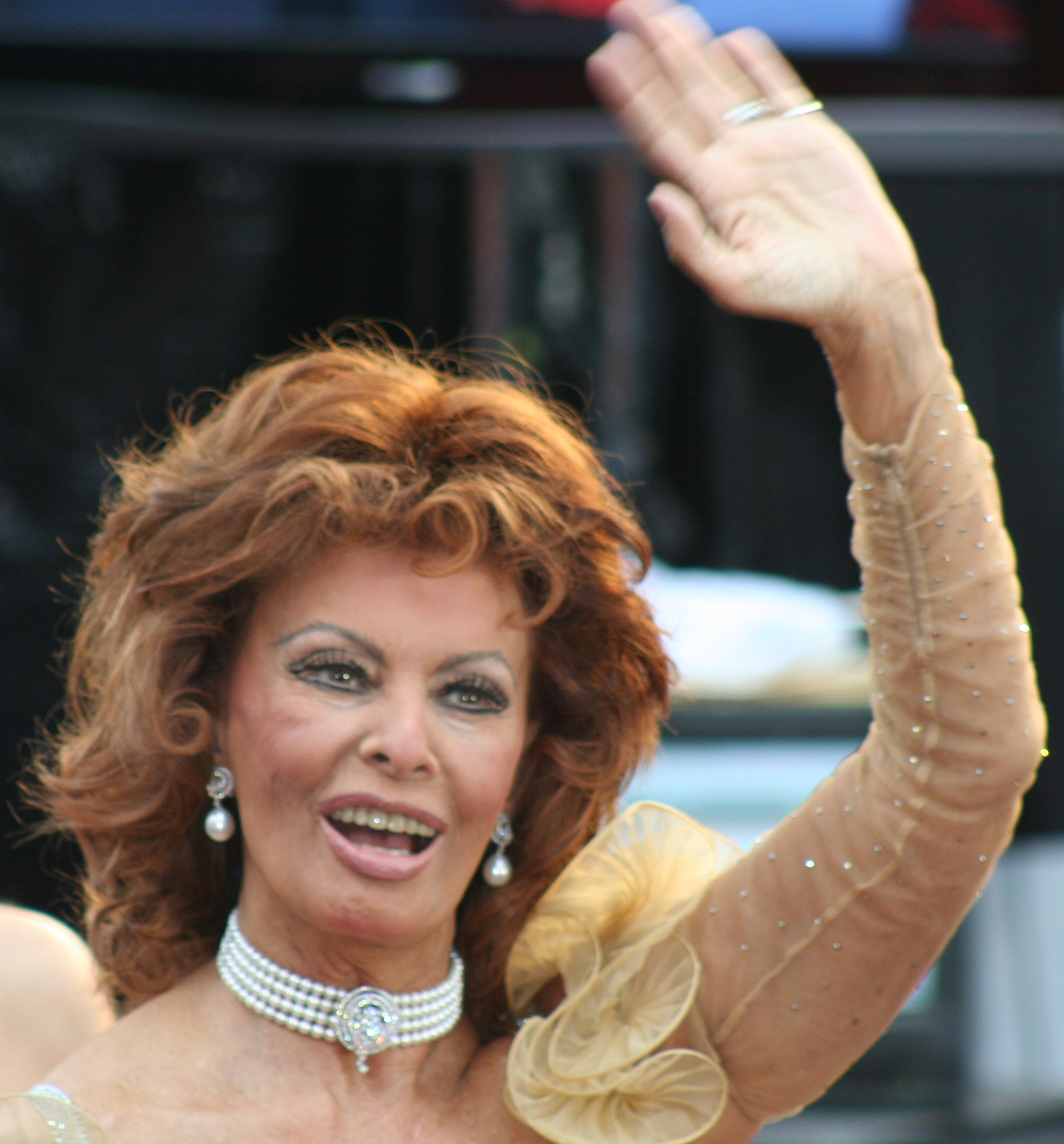
Sophia Loren a la 81^{a} cerimònia dels oscars, el febrer de 2009

El 1977, la pel·lícula d'Ettore Scola, Una jornada particular serà, d'alguna manera, el «cant del cigne» o, si més no, l'últim « fet important» de la carrera d'actriu de Sophia Loren. Intentarà tornar el 1984 amb Qualcosa di biondo de Maurizio Ponzi amb el seu fill Edoardo Ponti que la dirigirà el 2002 a Between strangers, Cuori estranei que serà projectat a la Mostra de Venècia.
Tanmateix, els temps canvien i els gusts igualment. La bellesa i de la gràcia de Sophia Loren han acabat passant de moda.
A partir de 1984, els premis que li oferiran (a part de l'NBR Award de grup per a Prêt-à-porter) seran premis en homenatge a la seva carrera, Oscar honorífic, Premi David Di Donatello especial, i altres Globus d'Or d'agraïment.
El 1991, serà condecorada amb la Legió d'Honor.
El juliol de 2006, posa per a la 33a edició del Calendari Pirelli i és així, als 71 anys, la model més gran que ha posat pel cèlebre calendari del fabricant italià.
Va estar casada amb el productor de cinema Carlo Ponti (1912-2007) amb el qual es va casar dues vegades: la primera vegada el setembre de 1957, però l'anul·lació d'aquest primer matrimoni en no registrar-se el divorci de Carlo Ponti els obliga a casar-se de nou, aquesta vegada, el 9 d'abril de 1966. És també la tia d'Alessandra Mussolini, política italiana: la mare d'aquesta, Anna Maria Scicolone, germana de Sophia, es va casar amb Romano Mussolini, fill del dictador Benito Mussolini.

## Filmografia
Amb el nom de Sophia Scicolone, ha actuat a: 
- 1950: Quo Vadis  de Mervyn Leroy, amb Robert Taylor - figurant -
- 1950: Cuori sul mare  de Giorgio Bianchi, amb Marcello Mastroianni

Amb el nom de Sophia Lazzaro, ha actuat a: 
- 1951: Era lui...si, si de Vittorio Metz i Marcello Marchesi

Amb el nom de Sophia Loren, ha, entre d'altres, actuat a:
- 1952: La tratta delle bianche de Luigi Comencini
- 1953: Aïda de Clemente Fracassi i Dues nits amb cleopatra
- 1954: L'oro di Napoli
- 1954: Carrusel napolità
- 1954: Peccato che sia una canaglia d'Alessandro Blasetti
- 1954: Àtila, home o dimoni (Attila, il flagello di Dio)
- 1955: Il segno di venere de Dino Risi
- 1955: La bella mugnaia de Mario Camerini amb Vittorio de Sica, Marcello Mastroianni, Paolo Stoppa, paper de Carmela
- 1955: Pane, amore, e... de Dino Risi
- 1955: La dona del riu (La donna del fiume) de Mario Soldati amb Gérard Oury, Lise Bourdin, Rik Battaglia, paper de Nives Mongolini
- 1956: La sort de ser dona (La fortuna di essere donna) d'Alessandro Blasetti amb Charles Boyer
- 1957: Orgull i passió (The Pride and the passion) de Stanley Kramer amb Cary Grant
- 1957: El nen del dofí (Boy on a Dolphin) de Stanley Kramer amb Alan Ladd
- 1957: La llegenda dels perduts (Legend of the Lost) de Henry Hathaway amb John Wayne
- 1958: Desire Under the Elms de Delbert Mann amb Anthony Perkins, paper d'Anna Cabot
- 1958: La clau (The Key) de Carol Reed amb William Holden, paper de Stella
- 1958: Houseboat de Melville Shavelson amb Cary Grant
- 1959: The Black Orchid  de Martin Ritt amb Anthony Quinn
- 1959: That Kind of Woman de Sidney Lumet
- 1960: El pistoler de Cheyenne (Heller in Pink Tights) de George Cukor
- 1960: Capri (It Started in Naples) de Melville Shavelson
- 1960: La ciociara de Vittorio de Sica, paper de Cesira
- 1960: A Breath of Scandal de Michael Curtiz, paper de Princesa Olímpia
- 1961: El Cid d'Anthony Mann, amb Charlton Heston, paper de Jimena
- 1961: Boccaccio '70 corealització, episodi La Riffa
- 1962: Madame Sans-Gêne de Christian-Jaque
- 1962: Le Couteau dans la plaie d'Anatole Litvak amb Anthony Perkins, paper de Lisa Macklin
- 1962: I sequestrati di Altona  de Vittorio de Sica, amb Maximilian Schell, Fredric March, Robert Wagner
- 1963: Ahir, avui i demà (Ieri, oggi, domani) de Vittorio De Sica amb Marcello Mastroianni
- 1964: Matrimonio all'italiana de Vittorio de Sica, amb Marcello Mastroianni, Marilù Tolo, paper de Filumena Marturano
- 1964: La Chute de l'empire romain d'Anthony Mann amb James Mason, Alec Guinness, Stephen Boyd, Christopher Plummer
- 1965: Operació Crossbow (Operation Crossbow) de Michael Anderson, amb Georges Peppard, Anthony Quayle, paper de Nora
- 1965: Lady L, amb Paul Newman, David Niven, Marcel Dalio, Cecil Parker, una pel·lícula de Peter Ustinov, paper de Lady Louise Lendale
- 1966: Arabesc (Arabesque) de Stanley Donen
- 1967: La comtessa de Hong Kong (A Countess from Hong Kong) de Charles Chaplin amb Marlon Brando
- 1967: C'era una va volter... de Francesco Rosi amb Omar Shariff
- 1970: Els gira-sols (I girasoli) de Vittorio de Sica amb Marcello Mastroianni, paper de Giovanna
- 1971: La moglie del prete de Dino Risi amb Marcello Mastroianni, paper de Valeria Billi
- 1972: Man of La Mancha d'Arthur Hiller, paper de Dulcinea /Aldonza
- 1974: El viatge (Il viaggio) de Vittorio de Sica amb Richard Burton
- 1975: La pupa del gangster de Giorgio Capitani amb Marcello Mastroianni, Aldo Maccione, paper de Pupa
- 1977: Una jornada particular (Una giornata particolare) d'Ettore Scola amb Marcello Mastroianni, paper d'Antonietta
- 1977: El pas de Cassandra (The Cassandra Crossing), de George Pan Cosmatos, paper de Jennifer Rispoli Chamberlain
- 1978: Fatto di sangue fra due uomini per causa di una vedova - si sospettano moventi politici de Lina Wertmuller amb Marcello Mastroianni, paper de Titina Paterno
- 1978: Brass Target de John Hough amb Georges Kennedy
- 1979: Firepower de Michael Winner amb James Coburn
- 1994: Prêt-à-Porter de Robert Altman amb Marcello Mastroianni, Jean-Pierre Cassel, Kim Basinger, Chiara Mastroianni, Anouk Aimée, Rupert Everett, Tom Novembre, paper d'Isabella de la Fontaine
- 1995: Discòrdies a la carta (Grumpier Old Men), de Howard Deutch, paper de Maria Sophia Coletta Ragetti
- 1997: Soleil de Roger Hanin, paper de Mamà Lévy
- 2001: Francesca e Nunziata (TV) de Lina Wertmüller, paper de Francesca Montorsi
- 2002: Between Strangers d'Edoardo Ponti, paper d'Olivia
- 2004: Lives of the Sants (TV) de Jerry Ciccoritti, paper de Teresa Innocente
- 2004: Peperoni ripieni e pesci in faccia de Lina Wertmüller, paper de la Maria
- 2009: Nine de Rob Marshall, paper de la Mamma
- 2010: My House Is Full of Mirrors (TV), paper de Romilda Villani
- 2011: Cars 2, veu de Mama Topolino
- 2013: Voce Umana d'Edoardo Ponti, curtmetratge
- 2016: Sophia Loren: Live from the TCM Classic Film Festival, documental, s'interpreta ella mateixa
- 2020: La vida al davant (La vita davanti a sé), d'Edoardo Ponti, paper de Madame Rosa

## Premis i nominacions

### Premis
- 1958: Copa Volpi a la millor actriu a la Mostra De Venècia per a The Black Orchid
- 1961: Premi d'interpretació femenina per La ciociara
- 1961: Premi David Di Donatello a la millor actriu per a La ciociara
- 1961: Ruban d'argent a la millor actriu principal per a La ciociara
- 1962: Oscar a la millor actriu per La ciociara[6]
- 1962: BAFTA a la millor actriu estrangera per La ciociara
- 1964: Henrietta Golden Globe a l'actriu favorita
- 1964: Premi David Di Donatello a la millor actriu per a Ahir, avui i demà
- 1965: Henrietta Golden Globe a l'actriu favorita
- 1965: Premi David Di Donatello a la millor actriu per a Matrimonio all'italiana
- 1965: Premi a la millor actriu al Festival Internacional de Cinema de Moscou per a Matrimonio all'italiana
- 1969: Henrietta Golden Globe a l'actriu favorita
- 1970: Premi David Di Donatello a la millor actriu per a Els gira-sols
- 1974: Premi Sant Sebastià a la millor actriu al Festival Internacional de Cinema de Sant Sebastià per a El viatge
- 1974: Premi David Di Donatello a la millor actriu per a El viatge
- 1977: Henrietta Golden Globe a l'actriu favorita
- 1978: David Di Donatello a la millor actriu per a Una jornada particular
- 1978: Ruban d'Argent a la millor actriu principal per a Una jornada particular
- 1984: Placa especial Premi David Di Donatello (Targa speciale David) per al més gran nombre de Premis rebuts durant els 29 anys d'activitat de l'Associació.
- 1991: Oscar honorífic per a un dels verdaders tresors del cinema mundial que, en una carrera rica amb actuacions memorables, ha afegit un llustre permanent a la nostra forma d'art.
- 1991: César d'honor
- 1994: Os d'Or honorífic al Festival Internacional de Cinema de Berlín
- 1995: Premi Cecil B. DeMille
- 1997: Saint-Georges d'argent per la seva contribució al món del cinema al Festival Internacional de Cinema de Moscou
- 1998: Lleó d'Or per la carrera
- 1999: Premi David Di Donatello especial per a la carrera
- 2001: Gran Premi Especial de les Amériques al Festival Mundial de Cinema de Mont-real

### Nominacions
- 1961: Globus d'Or a la millor actriu musical o còmica per Capri
- 1965: Oscar a la millor actriu per Matrimonio all'italiana
- 1965: Globus d'Or a la millor actriu musical o còmica per Matrimonio all'italiana
- 1966: Henrietta Golden Globe a l'actriu favorita
- 1971: Henrietta Golden Globe a l'actriu favorita
- 1995: Globus d'Or a la millor actriu secundària per Prêt-à-Porter

## Trívia
- Una estrella amb el seu nom ha estat col·locada al Passeig de la Fama de Hollywood a Los Angeles davant del número 7050.[3]
  - Geoffrey Rush en el paper de Peter Sellers de la pel·lícula The Life and Death of Peter Sellers de Stephen Hopkins diu:

| « | Oh, of course I do sweetheart. Just not as much as I love Sophia Loren. | » |

 (Oh segur, t'estimo, estimada. Només no tant com estimo Sophia Loren.).